# Magda Fertacz
Magda Fertacz (n. 1975) - dramaturg și designer de interior. A absolvit Facultatea de Jurnalism din cadrul Universității din Varșovia. A scris cîteva drame: „Kurz” (2008), „Absynt” (textul a fost publicat în antologiile: „Made in Poland” (2006)), „Współczesny Dramat Polski” (Israel, 2008), „Nowa Polska Dramaturgia” (Bulgaria, 2008). Piesele sale au fost traduse în limbile rusă, bulgară, sârbă, maghiară, suedeză, germană, cehă, slovacă și ebraică. Scrie, de asemenea, scenarii de filme. Este laureata Premiului „Gdyńska Nagroda Dramaturgiczna” (Gdynia, 2008), a distincției obținute pentru piesa Trash Story în cadrul concursului „Wystawienie Polskiej Sztuki Współczesnej” (Varșovia, 2009) și a distincției obținute pentru piesa Kurz în cadrul festivalului „Radom Odważny” (2005).